# Mayoría silenciosa

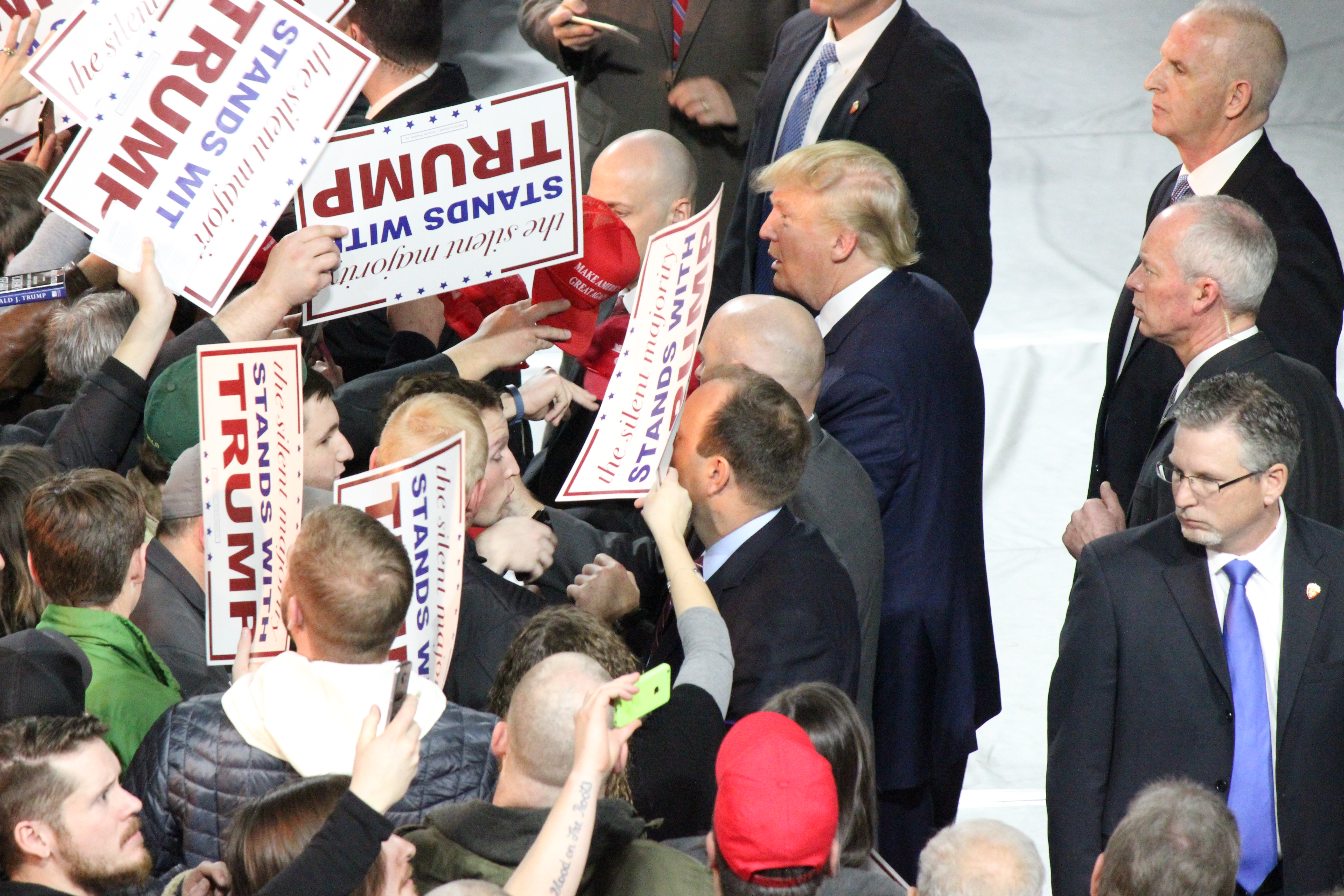
Donald Trump y sus simpatizantes asisten a un mitin en Muscatine, Iowa, en enero de 2016. Varios simpatizantes sostienen carteles que dicen "La mayoría silenciosa apoya a Trump".

Mayoría silenciosa es un concepto de sociología y política. Se refiere con él al conjunto de la población, a un gran grupo de gente sin especificar en un país o grupo quienes no expresan su opinión públicamente.
El término fue popularizado por el presidente estadounidense Richard Nixon en un mensaje televisivo el 3 de noviembre de 1969, en el cual él dijo, "En esta noche—a ustedes, la gran mayoría silenciosa de mis compatriotas estadounidenses—Les pido su apoyo."  En este uso se refiere a esos estadounidenses quienes no se unieron a las grandes protestas contra la guerra de Vietnam en su momento, a quienes no se unieron a la contracultura, y a quienes no participaron en el discurso público. Nixon, junto con muchos otros, vieron a los estadounidenses de origen suburbano o rural siendo ensombrecidos o minimizados en los medios de información por una minoría más vocal. 
Es un concepto utilizado por dirigentes políticos para manifestar su legitimidad y la de sus decisiones ante protestas en contra de estas, apelando a que la mayoría de las personas, al no unirse a las protestas, da su conformidad a sus medidas. En los casos más extremos, el gobernante llega a afirmar que todo aquel que no protesta de forma visible contra sus decisiones, las apoya, obviando la posibilidad de que personas disconformes con sus acciones se hayan quedado en casa.
Excepcionalmente, el concepto de mayoría silenciosa ha sido utilizado de forma totalmente opuesta para definir a una población contraria al régimen establecido, que lo sufre en silencio, con miedo a las represalias, hasta el momento en el que esta se rebela contra el poder. El primer presidente de Portugal tras la caída de la dictadura militar, António de Spínola, se refirió en un discurso a la mayoría silenciosa que finalmente acabaría con el anterior régimen en la Revolución de los Claveles en 1974.

## Historia
El concepto de mayoría silenciosa ha sido utilizado desde el siglo XIX, aunque con un significado diferente al aquí descrito. Se empleaba entonces como un eufemismo para referirse a las personas muertas, una metáfora basada en que los individuos fallecidos a lo largo de los siglos siempre superan en número a los actualmente vivos.
Paralelamente, el término fue nombrado con su significado actual por varios cargos políticos. El que le dio mayor relevancia fue el presidente de Estados Unidos, Richard Nixon, en 1969. En un discurso a la nación, en la que informaba de su decisión de que el país continuara batallando hasta el triunfo final en la Guerra de Vietnam, pidió el apoyo de la mayoría silenciosa de sus conciudadanos, en contraposición a las multitudes que pedían en marchas callejeras la retirada de las tropas. Los partidarios de Nixon alegaban que la decisión de proseguir la guerra tenía el respaldo de la mayoría de estadounidenses, mientras los detractores serían apenas una minoría que gozaba del beneplácito de los mass media o de apoyos en entornos intelectuales o académicos, lo cual tornaba a dicha "minoría" mucho más vista y escuchada que la "mayoría" realmente existente. 
Del mismo modo, el recurso de apelar a la mayoría silenciosa ha sido utilizado por dictadores y mandatarios de regímenes totalitarios para legitimarse a sí mismos publicitando la ausencia de protestas contra sus acciones -o el pequeño número de exiliados o refugiados de sus países- como señal de "aceptación popular", aunque puede deberse también al temor ante la violenta represión política inherente a estos sistemas.

## Utilización del término en España

### Antonio Maura
El político conservador español Antonio Maura en su proyecto político de «revolución desde arriba» hizo alusión a la "sana mayoría silenciosa", también referida por él más a menudo como "masa neutra". Según los postulados de Maura, las clases medias, en situación de mayoría silenciosa, se hallaban pasivas ante el clima político heredado de la Restauración borbónica, impregnado de corrupción y caciquismo en los primeros años del siglo XX con el cual se debía romper. Maura apostó por reformas en el sistema para intentar integrar a esa masa silenciosa en un proceso regenerador, alejándolas además de la «revolución desde abajo» que consideraba una amenaza para la paz en el país.

### Dictadura de Francisco Franco
Durante la segunda parte de la dictadura franquista, especialmente en sus últimos años, el régimen se valió del concepto de mayoría silenciosa para refrendarse a sí mismo. Obviando la dura represión a la que fue sometida la oposición durante décadas, la propaganda franquista daba por hecho que la población mostraba su conformidad con la dictadura a través de su silencio.
Es un hecho que el régimen de Franco duró hasta la muerte del dictador, prolongándose sus instituciones incluso hasta unos años después. Los ciudadanos españoles jamás se rebelaron contra la dictadura, como sí hicieron, de forma violenta en algunos casos, otras naciones de Europa con sus regímenes totalitarios, como sucedió en Portugal o en el "otoño de las naciones" de Europa Oriental. Todo esto se sintetizaba en una frase popular: "Franco murió en la cama" indicando que el dictador falleció sin soportar oposición decisiva durante su vida. Aunque existieron turbulencias en sus últimos años, el régimen no fue derrocado de forma contundente por la población. Es un objeto de debate si la pervivencia del franquismo y su final, se debe a la eficacia de la propaganda y la represión, o si realmente la mayoría de españoles se había habituado al régimen hasta tal punto de convivir con él de forma silenciosa.[cita requerida]

### Período constitucional
Después de la transición a la democracia, varios políticos de derechas han recurrido al concepto de mayoría silenciosa u otros similares para hacer valer sus posiciones.
El primero en hacerlo fue Manuel Fraga, que ocupó varios cargos ministeriales durante el franquismo y los primeros años de la monarquía de Juan Carlos I, antes de la aprobación de la Constitución. Fraga, con su partido político Alianza Popular, que incluía a antiguos cargos políticos de la dictadura aperturistas hacia el nuevo régimen democrático, intentó acceder a la presidencia del Gobierno utilizando como lema de campaña a la mayoría natural, que se identificaba con la "mayoría silenciosa" aparentemente nunca opuesta al franquismo. Tal campaña basaba su estrategia en que las masas, esas mismas que nunca se rebelaron contra la dictadura de Franco, le darían su apoyo electoral. En realidad Fraga nunca ganó alguna elección general y en 1989 dejó la presidencia del partido.
Durante más de una década, la derecha política española cambió de estrategia y dejó de utilizar el concepto de mayoría silenciosa, buscando nuevos términos como nueva mayoría, utilizada en las elecciones de 1996, para captar al electorado descontento con las políticas del presidente Felipe González, líder del PSOE que llevaba 14 años ininterrumpidos en la jefatura de gobierno. La campaña tuvo éxito y partidos de derecha ganaron por primera vez unas elecciones generales desde la muerte de Franco.
Sin embargo, el presidente del gobierno José María Aznar volvió a apelar a la "mayoría silenciosa" para justificar una acción con poco apoyo popular como fue autorizar la participación militar de España en la invasión de Irak de 2003. Aznar trató de deslegitimar a los manifestantes contra la campaña de Irak, pese a que las encuestas del CIS indicaban que más de un 90% de los ciudadanos españoles estaban en contra de la intervención militar, así como el resto de partidos parlamentarios.
El presidente español, Mariano Rajoy, utilizó por primera vez el concepto en su primer año de gobierno. Fue el 27 de septiembre de 2012 en un discurso en la sede de Naciones Unidas, en la que hizo referencia a la "inmensa mayoría silenciosa de españoles que no se manifiestan" en la convocatoria Rodea el Congreso, y que "seguían trabajando para salir de la crisis". Daba así por sentado que todo aquel que no estaba en las protestas, demostraba su conformidad con sus políticas.